# Armadillidium granulatum
Espèce
Armadillidium granulatum est une espèce de cloportes qui vit principalement dans les zones littorales d'Europe.

## Systématique
Le nom valide complet (avec auteur) de ce taxon est Armadillidium granulatum Brandt, 1833,.
Armadillidium granulatum a pour synonymes :
- Armadillidium grandinatum Budde-Lund, 1885
- Armadillidium insulanum subsp. kigatense Verhoeff, 1943
- Armadillidium lusitanicum Verhoeff, 1907
- Armadillidium naupliense Verhoeff, 1902
- Armadillidium pellegrinense Verhoeff, 1908
- Armadillidium tunetanum Verhoeff, 1907
- Armadillo morbillosus C.Koch, 1841

## Publication originale
- (la) Ioanne Friderico Brandt, « Conspectus monographiæ crustaceorum oniscodorum Latreillii », Bulletin de la Société des naturalistes de Moscou, Moscou, МГУ, vol. 6,‎ 1833, p. 171-193 (ISSN 0007-7682, OCLC 1758754, lire en ligne).